# Corinnaeturris leucomata
Corinnaeturris leucomata é uma espécie de gastrópode do gênero Corinnaeturris, pertencente à família Clathurellidae.